# أكيرا ماتسوموري
أكيرا ماتسوموري (باليابانية: 松森 亮) (مواليد 19 نوفمبر 1977)، هو لاعب كرة قدم سابق كان يلعب كمدافع.